# Коменки
Ко́менки (рос. Коменки) — село у складі Богдановицького міського округу Свердловської області.
Населення — 900 осіб (2010, 987 у 2002).
Національний склад станом на 2002 рік: росіяни — 90 %.